# Half Shot Shooters
Half Shot Shooters (br.: Quando a farda é um fardo) é um filme de curta-metragem estadunidense de 1936, dirigido por Preston Black. É o 14º filme de um total de 190 da série com os Três Patetas produzida pela Columbia Pictures entre 1934 e 1959.

## Enredo
Em 1918, os Três Patetas são soldados aliados durante a última batalha da Primeira Guerra Mundial. Apesar do pesado bombardeio, os três dormiam a sono solto quando o sargento comandante MacGillicuddy (Stanley Blystone) os encontra para avisar que a guerra tinha acabado. Ele os acorda e os espanca e com as contusões sofridas os Patetas acabam sendo condecorados como "feridos em ação". Depois da baixa eles voltam a se encontrar com o sargento e o surram à sua maneira atrapalhada e o homem promete se vingar. Há um intervalo de tempo e os Patetas são mostrados agora em 1935, como desempregados famintos vagando pelas ruas durante a Grande Depressão. Ao tentarem roubar comida de um cliente de um restaurante (Vernon Dent), os Patetas são enganados por ele e acabam se alistando novamente (na Artilharia do Exército). Naturalmente, MacGillicuddy é o suboficial comandante e ele imediatamente começa a hostilizar os Patetas. Numa cena de tortura explícita, ele pede aos Patetas que mergulhem a cabeça num tanque de água e atira ali com seu revólver, deixando-os temporariamente surdos. Depois de uma desastrosa entrevista com o oficial comandante (a quem Curly chama de "baixinho" ("shorty")), o sargento recebe ordens para alimentá-los. Ele traz uma caixa de tomates mas quando os Patetas estão comendo sozinho na sala ele tenta jogar os tomates neles e acaba atingindo um coronel. Como castigo o sargento vai polir vasos de metal juntamente com os Patetas. Depois, os homens recebem ordens de treinar com um imenso canhão, usando como alvo um velho navio militar. Enquanto os Patetas vão buscar munição, McGillicuddy é avisado de que deve suspender o treinamento pois o navio de um almirante entrara no raio de ação. Os homens debandam e quando os Patetas voltam com a munição, não encontram ninguém. Eles avistam o navio do almirante e pensam que é o alvo e começam a tentar atingi-lo, disparando várias vezes o canhão (depois de atingirem uma chaminé, uma casa e uma ponte, eles finalmente afundam o navio). MacGillicuddy retorna e ao ver o que os Patetas fizeram, ele pede ao trio que encoste na parede e dispara o canhão contra eles. Após o tiro, são mostradas apenas as botinas fumegantes no lugar onde estavam os Patetas.